# TVN (Polen)

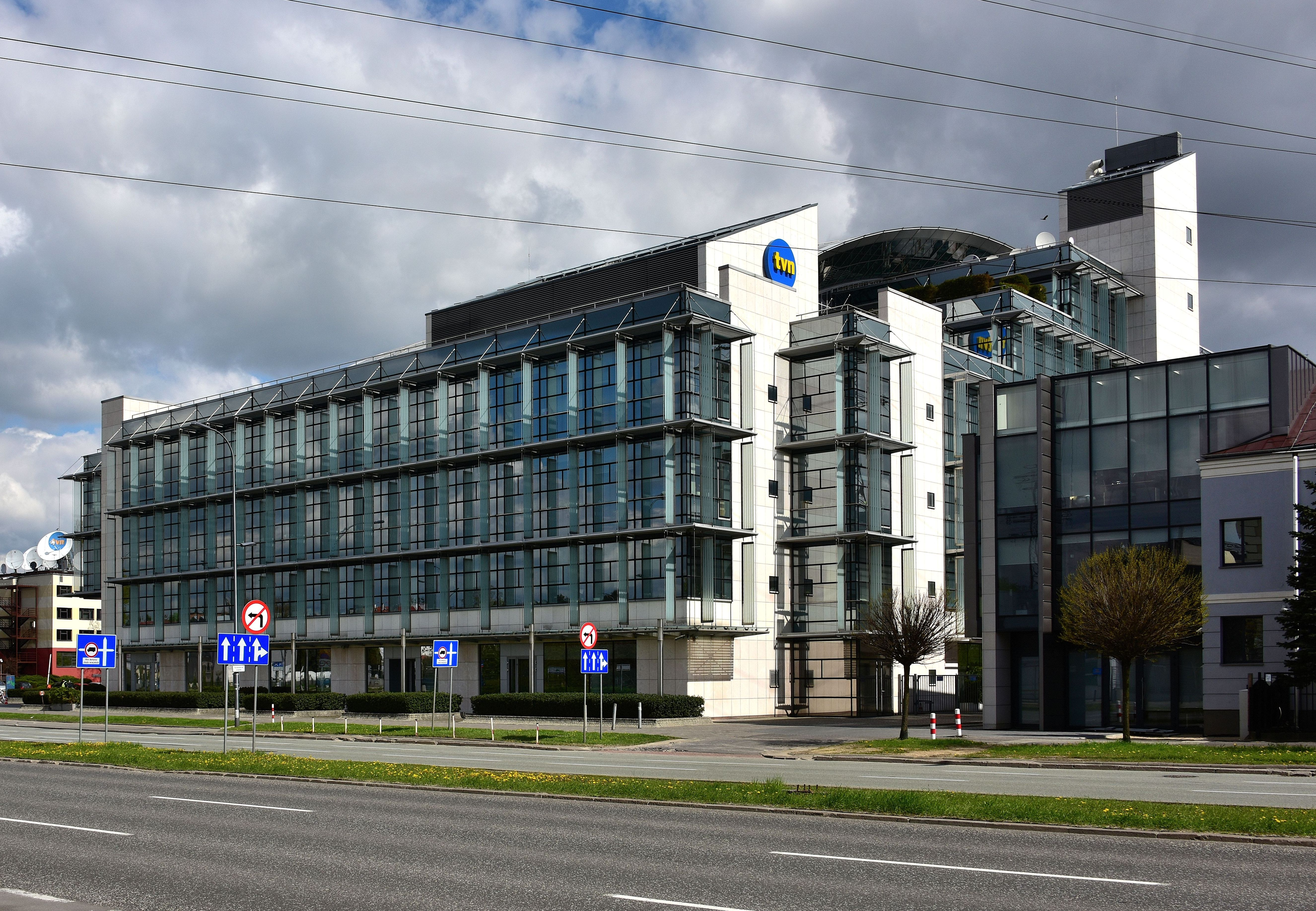
Zentrale von TVN und ITI

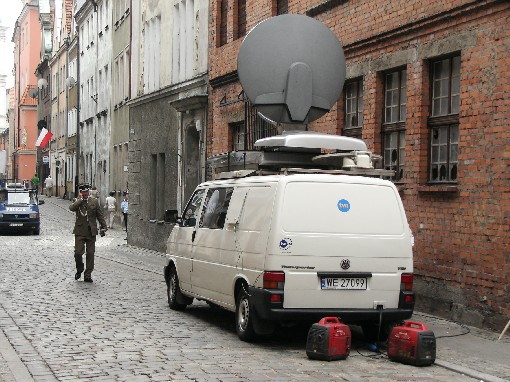
Übertragungswagen

TVN ist ein polnischer privater Fernsehsender der TVN-Gruppe, die wiederum dem US-amerikanischen Unternehmen Warner Bros. Discovery gehört. Der Sitz des Senders befindet sich in Warschau. TVN gilt als liberal und als eine Alternative zum öffentlich-rechtlichen Sender TVP, der von der jeweiligen Regierung kontrolliert wird.

## Programm
Bekannte Sendungen von TVN sind bzw. waren Fakty (Deutsch: Fakten, vglb. mit Tagesschau (ARD)), Uwaga (Deutsch: Achtung), Na wspólnej (Unter uns), Mam talent! (Got Talent), Milionerzy (Deutsch: Millionäre, vglb. mit Wer wird Millionär?), Ameryka Express (Peking Express), MasterChef, Talk-Shows und Fernsehserien.
Die TVN-Gruppe besitzt eine breite Palette an Programmen. Im Hauptsender TVN laufen Unterhaltungs- und Informationssendungen sowie Spielfilme.

## Geschichte des Senders
TVN startete am 3. Oktober 1997, die Sendelizenz erhielt der Sender bereits im März 1997. Eigentümer von TVN zum Sendestart war die ITI-Gruppe. Der Name leitet sich von Telewizja Nowa (Neues Fernsehen) ab.
2001 erreichte der Sender während des Finales von Big Brother mit 10 Mio. Zuschauern bis heute die höchste Zuschauerzahl seit Bestehen. 2004 konnten bereits 86 % der polnischen Fernsehempfänger TVN empfangen.
Wegen sinkender Profitabilität strebte die Warner Gruppe spätestens seit Ende 2024 den Verkauf von TVN an. Daraufhin legte das Kabinett Tusk III ein Gesetz vor, das die großen privaten Fernsehsender TVN und Polsat als strategische Unternehmen vor nach Maßgabe der Regierung unerwünschten Investoren aus dem Ausland schützen soll.

## Lex TVN 2021
Im Juli 2021 initiierte die Regierungspartei PiS ein Gesetz gegen die Kontrolle polnischer Medienunternehmen durch ausländische Besitzer. Beobachter sehen darin den Versuch, Einfluss auf die regierungskritische Berichterstattung von TVN und seinen Nachrichtensender TVN24 zu nehmen, das Gesetz wird daher auch als Lex TVN bezeichnet. Der Gesetzentwurf sah vor, dass Investoren von außerhalb des Europäischen Wirtschaftsraums maximal 49 Prozent der Anteile an einem polnischen Fernsehsender besitzen dürfen. Da TVN über die in den Niederlanden registrierte Polish Television Holding mittelbar zu 100 % in Besitz von Discovery Inc. ist, drohte somit dem Sender ein Entzug der Sendelizenz. Oppositionelle kritisierten den Gesetzentwurf und befürchteten eine Gefährdung der Pressefreiheit in Polen. Auch die Regierung der Vereinigten Staaten und Vertreter der Europäischen Kommission übten Kritik.
Am 11. August 2021 stimmte der Sejm dem Gesetz zu, was zum Austritt der Partei Porozumienie aus der Regierungskoalition führte. Im Vorfeld der Abstimmung kam es zu landesweiten Protesten gegen das Gesetz. Nachdem der polnische Senat das Gesetz am 9. September 2021 abgelehnt hatte, überstimmte der Sejm am 17. Dezember in einer vorher nicht angekündigten Abstimmung den Senat, das Lex TVN galt somit als verabschiedet. Die Verabschiedung des Gesetzes führte zu landesweiten Protesten. Zehntausende Menschen demonstrierten gegen das Gesetz und für die Pressefreiheit.
Am 27. Dezember 2021 legte der polnische Staatspräsident Andrzej Duda sein Veto gegen das Gesetz ein. Er begründete seinen Schritt mit der Einschätzung, dass das Gesetz die Verfassung verletze und die polnisch-amerikanischen Beziehungen gefährde. Dudas Veto kann im Sejm nur mit einer Drei-Fünftel-Mehrheit zurückgewiesen werden, die von der PiS angeführte Regierung verfügte aber nicht über eine solche.

## TVN-Gruppe

### Zugehörige Sender
Zu der TVN-Gruppe gehören mehrere TV-Sender. Diese Unterscheiden sich teilweise Inhaltlich. 
Zu der TVN-Gruppe zählen insgesamt 11 TV-Sender (Stand 2021):
1. TVN: breite Palette von Programmen, darunter Nachrichten, Unterhaltungsshows, Dramen, Filme sowie Reality-TV, vglb. mit RTL
2. TVN 7: Unterhaltung und Filmklassiker
3. TVN 24: Nachrichtensender für nationale und internationale Nachrichten, vglb. mit Tagesschau24
4. TVN Turbo: behandelt vor allem den Motorsport, hat viele Shows über Autos, Motorräder usw.
5. TVN Style: Lifestyle- und Unterhaltungsprogramme
6. TVN Fabuła: hauptsächlich Filme und Serien
7. TVN International: internationaler Sender mit Schwerpunkt für Länder außerhalb Polens, vglb. mit DW
8. TVN24 BiS: ähnlich wie TVN24
9. iTVN: ähnlich wie TVN
10. iTVN Extra: Erweiterung für das TVN
11. Programm TTV: Schwerpunkt auf beliebten Fernsehshows, Spielen sowie Show

### Geschichte
Die TVN-Gruppe wurde 1995 als TVN Sp. z o.o. gegründet.
2004 wurde das Unternehmen mit seinem Debüt an der Warschauer Börse in eine Aktiengesellschaft umgewandelt und aus der TVN Sp. z o.o. wurde die TVN S.A.
Seit dem 30. Mai 2006 gehört das polnische Internetportal Onet.pl zur TVN-Gruppe. Im Mai 2007 kaufte TVN den Teleshopping-Sender Mango. Im November 2009 übernahm die TVN-Gruppe die PayTV-Plattform n.
Im März 2015 erwarb der US-amerikanische Sender Scripps Networks Interactive Inc. (SNI) für 584 Mio. EUR eine Mehrheitsbeteiligung von 52,7 % an der TVN-Gruppe. Im Juli 2015 übernahm SNI für 584 Mio. EUR die TVN-Gruppe vollständig von den verbleibenden Eigentümern, der ITI-Gruppe und der Canal+-Gruppe.
Am 6. März 2018 wurde SNI von Discovery Inc. für 14,6 Mrd. USD erworben. Liberty Global, ein Großaktionär der Discovery Inc., betreibt in Polen den Pay-TV-Anbieter UPC Polska. Die Europäische Kommission forderte TVN daher auf, dafür zu sorgen, dass TVN24 und TVN24 BiS für Drittanbieter verfügbar bleibt.

## Berichterstattung
Im Anschluss an einen von der Polizei aufgelösten Aufmarsch polnischer Nationalisten zum Unabhängigkeitstag wurde 2011 ein Übertragungswagen von TVN angezündet. Die Täter erhielten 2014 Haftstrafen von über 2 Jahren und mussten insgesamt 1,5 Mio. Złoty Entschädigung leisten. Der Chefredakteur des Senders Andrzej Morozowski ging damals von einer gezielten Aktion von Rechtsextremen aus, da TVN über eine wachsende Fremdenfeindlichkeit berichtet habe.